# エクリプス 400
エクリプスECJ / 400
- 用途：超軽量ジェット機
- 設計者：エクリプス・アビエーション
- 製造者：エクリプス・アビエーション、スウィフト・エンジニアリング
- 初飛行：2007年7月2日
- 生産数：1
- 運用状況：キャンセル

エクリプス 400 (開発名称 ECJ) はエクリプス 500の製造会社であるエクリプス・アビエーションが設計・開発を行っていた単発式の超軽量ジェット機である。エクリプス400は2008年に破産した後、エクリプスの資産を買収したエクリプス・エアロスペースは開発を行っていない。

## 設計と開発
エクリプス 400 は2007年7月22日のエアベンチャーで『エクリプス コンセプト ジェット (ECJ)』として発表された。航空機はシーラス Vision SF50、パイパー ジェット、Epic Victoryとダイアモンド D-Jetの単発ジェット機の市場で競合する。エクリプス 400の設計の特徴は単発で4座席でV字尾翼の間にジェットエンジンが設置され、シーラス Vision SF50と類似の形態であるが、やや小型で操縦席を含めて4座の座席レイアウトである。
4座席の試作機はN5184Uとして登録されプラット・アンド・ホイットニー・カナダ社のPW610Fターボファンを搭載し、2007年7月2日に初飛行した。バージニア州のNASAのワロップス飛行施設でスウィフト・エンジニアリングによって秘密裏に組み立てられた。試作機はより大型のエクリプス 500と60%の部品が共通である。
当時の発表では巡航速度は高度41,000 ft (12,497 m)で345 kn (639 km/h)でIFRによる航続距離は1,250 nmi (2,315 km)だった。航空機は総重量4,800 lb (2,177 kg)で非積載重量4,800 lb (2,177 kg)、積載量2,000 lb (907 kg)、燃料搭載量1,261 lb (572 kg)として設計された。
プロトタイプが最初に発表された当時、同社によれば、航空機を量産する意図はなかったと述べられた。
2008年5月30日、エクリプス社は量産型のECJであるエクリプス 400の受注を開始した。400は価格が 135万ドルで、納入が2011年第4半期の予定とされていた。この時期、エクリプス社はエクリプス 500の価格上昇と納期遅延による受注の潜在的キャンセルのリスクを抱えており、エクリプス 500の契約者に対して追加コストなしで400へのオーダーへ移行する提案を行っていた。
しかしエクリプス社はその後資金難に陥り、2008年10月「もしエクリプス 400計画は進めるか否か」との質問に対して同社CEOは「認証過程は始めない。会社としては4席、単発のVLJにつぎ込む資金は無い。」と語った。
エクリプス社は2009年3月に会社清算手続きに入ったためエクリプス400の開発作業は中断されている。

## 仕様
出典: Eclipse公式ウェブサイト
諸元
- 乗員: 操縦士1 - 2名
- 定員: 乗客2 - 3名
- 全長: 8.84 m （29 ft）
- 全高: 2.69 m （8 ft 10 in）
- 翼幅: 10.98 m（36 ft）
- 空虚重量: 1,125 kg （2,480 lb）
- 運用時重量: 2,032 kg （4,480 lb）
- 動力: プラット・アンド・ホイットニー・カナダ・PW615F ターボファンエンジン、4.9 kN （1,200 lbf）  × 1

性能
- 巡航速度: 612 km/h （380 mph）
- 航続距離: 2,315 km （1,445 mi）
- 実用上昇限度: 12,500 m （41,000 ft）